# Поліміксія
Поліміксія (Polymixia) — рід променеперих риб, єдиний у монотипній родині Поліміксові (Polymixiidae) та єдиний сучасний рід у ряді Поліміксоподібні (Polymixiiformes). Дрібні риби, що не перевищують 25-30 см завдовжки, забарвлені в сірувато-зелений колір і мають темно-коричневі плями на кінцях вильчатого хвоста і в передній частині спинного плавця. Вони живуть на досить значній глибині (150—640 м) біля дна і використовують свої вусики на підборідді як тактильні органи, що допомагають відшукувати їжу. Живляться червами, дрібними молюсками й ракоподібними.

## Види
Рід включає 10 видів:
- Polymixia berndti C. H. Gilbert, 1905
- Polymixia busakhini Kotlyar, 1993
- Polymixia fusca Kotthaus, 1970
- Polymixia japonica Günther, 1877
- Polymixia longispina S. M. Deng, G. Q. Xiong & H. X. Zhan, 1983
- Polymixia lowei Günther, 1859
- Polymixia nobilis R. T. Lowe, 1838
- Polymixia salagomeziensis Kotlyar, 1991
- Polymixia sazonovi Kotlyar, 1992
- Polymixia yuri Kotlyar, 1982